# Pair-non-Pair

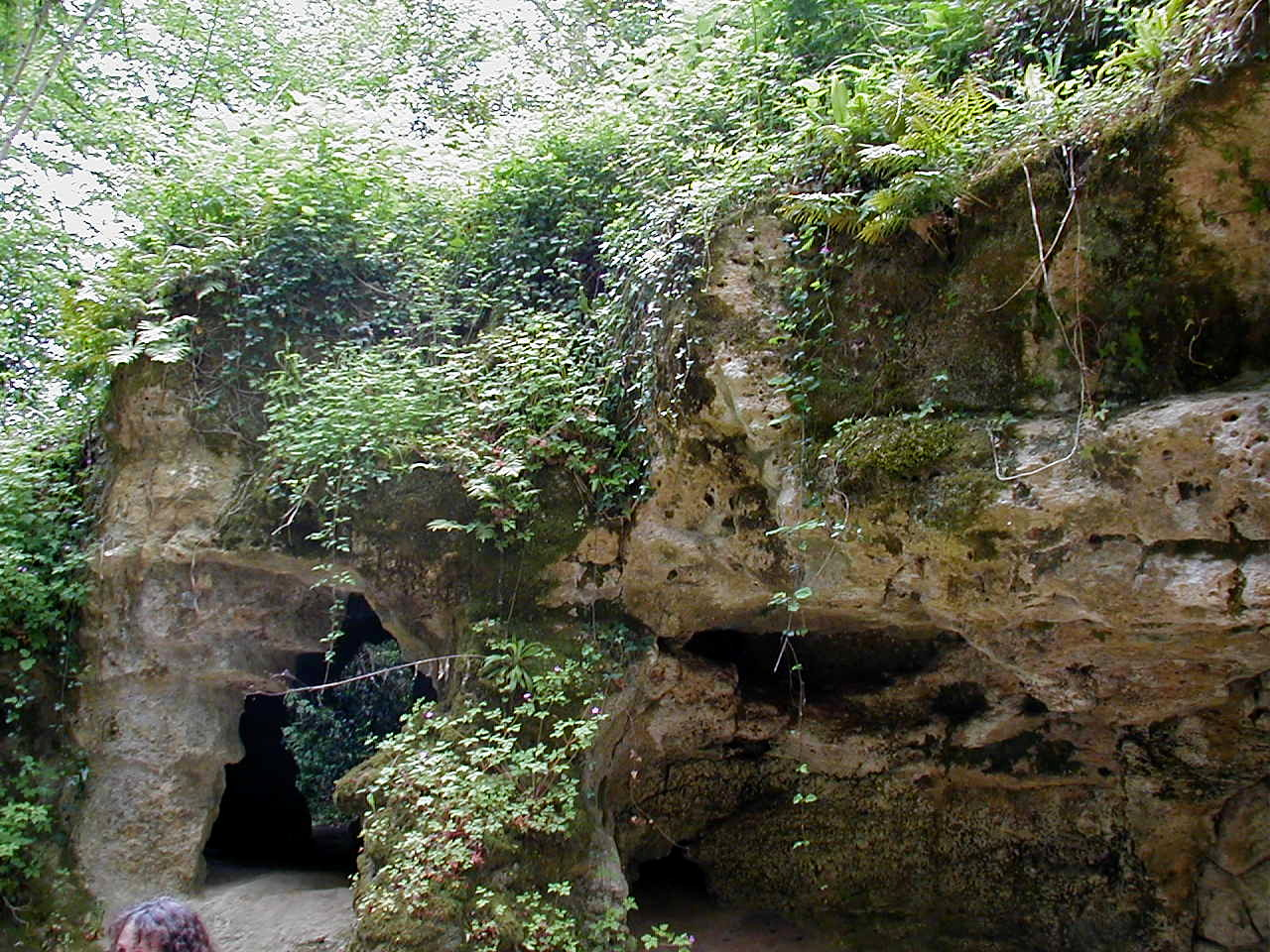
Pair-non-Pair

Pair-non-pair är en grotta nära Bourg i Gironde, med kulturlager från paleolitisk tid.
Vid undersökningen 1881 fann man även på väggarna inristade, i konturerna delvis färgade djurbilder från Solutréenkulturen och Aurignacienkulturen. Dessa vågade dock upptäckaren François Daleau offentliggöra förrän på 1890-talet, sedan diskussionen om den paleolitiska konsten passerat vändpunkten.